# 宗人增二
蛇夫座71，又名BD+08 3582，HD 165760、SAO 123140、HR 6770，是蛇夫座的一颗恒星，视星等为4.64，位于銀經35.82，銀緯13.74，其B1900.0坐标为赤經18h 2m 31.4s，赤緯+8° 13.74′ 16″。